# Ussumane Djaló
Ussumane Djaló (Bisáu, Guinea-Bisáu, 6 de enero de 2005) es un futbolista portugués que juega como centrocampista en el F. C. Porto "B" de la Segunda División de Portugal.

## Estadísticas

### Clubes
Actualizado al último partido disputado el 2 de septiembre de 2023.
| Club                     | Div.          | Temporada     | Liga  | Liga  | Liga   | Copas nacionales | Copas nacionales | Copas nacionales | Copas internacionales | Copas internacionales | Copas internacionales | Total | Total | Total  |
| Club                     | Div.          | Temporada     | Part. | Goles | Asist. | Part.            | Goles            | Asist.           | Part.                 | Goles                 | Asist.                | Part. | Goles | Asist. |
| ------------------------ | ------------- | ------------- | ----- | ----- | ------ | ---------------- | ---------------- | ---------------- | --------------------- | --------------------- | --------------------- | ----- | ----- | ------ |
| F. C. Porto "B" Portugal | 2.ª           | 2023-24       | 4     | 0     | 0      | ―                | ―                | ―                | ―                     | ―                     | ―                     | 4     | 0     | 0      |
| F. C. Porto "B" Portugal | Total club    | Total club    | 4     | 0     | 0      | 0                | 0                | 0                | 0                     | 0                     | 0                     | 4     | 0     | 0      |
| Total carrera            | Total carrera | Total carrera | 4     | 0     | 0      | 0                | 0                | 0                | 0                     | 0                     | 0                     | 4     | 0     | 0      |